# Retta proiettiva
In matematica, e più precisamente in geometria proiettiva, la retta proiettiva è un'estensione della retta, ottenuta aggiungendo il "punto all'infinito". 
Nel caso della retta reale, si distingue dalla retta estesa, che è ottenuta aggiungendo due punti all'infinito, uno per ogni verso: {\displaystyle +\infty } e {\displaystyle -\infty }. 
A differenza della retta estesa, che è definita soltanto per i numeri reali, il concetto di retta proiettiva si applica poi su qualsiasi campo (ad esempio, il campo dei complessi), ed è la versione 1-dimensionale del concetto più generale di spazio proiettivo.

## Definizione
Una definizione informale di retta proiettiva, dipendente da un campo {\displaystyle K}, potrebbe essere data aggiungendo semplicemente un punto a {\displaystyle K}, chiamato "infinito" o {\displaystyle \infty }. Una definizione di questo tipo non mostra però come questo nuovo punto debba essere considerato nella nuova struttura: si sceglie quindi (come in tutti gli spazi proiettivi) una definizione più formale ed omogenea, apparentemente molto diversa, che considera subito tutti i punti allo stesso livello. Le due descrizioni arrivano quindi a coincidere al momento in cui si deciderà che un dato punto è "quello all'infinito".

### Quoziente
Sia {\displaystyle K} un campo. La retta proiettiva su {\displaystyle K} è definita a partire dal piano
{\displaystyle K^{2}=\{(x,y)\ |\ x,y\in K\}}
rimuovendo l'origine {\displaystyle (0,0)} e quozientando per la relazione d'equivalenza
{\displaystyle (x_{1},y_{1})\sim (\lambda x_{1},\lambda y_{1})}
che identifica due punti ottenuti l'uno dall'altro tramite riscalamento per un fattore reale non nullo {\displaystyle \lambda }. In altre parole, identifica tutti i punti presenti su ogni singola retta passante per l'origine, esclusa l'origine stessa. Formalmente:
{\displaystyle \mathbb {P} ^{1}(K)={\big (}K^{2}\setminus \{(0,0)\}{\big )}/\sim .}

### Coordinate omogenee
Come in ogni spazio proiettivo, ogni punto della retta proiettiva è quindi identificato da una coppia di coordinate omogenee
{\displaystyle P=[x_{0},x_{1}]\,\!}
dove si intende che moltiplicando entrambi i valori {\displaystyle x_{0}} e {\displaystyle x_{1}} per un numero {\displaystyle \lambda \neq 0} si ottiene lo stesso punto {\displaystyle P}:
{\displaystyle P=[x_{0},x_{1}]=[\lambda x_{0},\lambda x_{1}].\,\!}

### Punto all'infinito
Usando queste coordinate, è possibile ricavare la descrizione più familiare di retta proiettiva come unione di una retta normale {\displaystyle K} e di un "punto all'infinito". Infatti 
{\displaystyle \mathbb {P} ^{1}(K)=\{[1,0]\}\cup \{[x,1]\ |\ x\in K\}}
poiché a meno di riscalamento ogni coppia {\displaystyle [x_{0},x_{1}]} può essere espressa unicamente in uno dei modi descritti. In questa descrizione, il "punto all'infinito" è {\displaystyle [1,0]}. Ogni punto della retta proiettiva può però essere identificato come "punto all'infinito" in una opportuna descrizione.

## Esempi

### Caso reale
Se {\displaystyle K=\mathbb {R} } è il campo dei numeri reali, la retta proiettiva è ottenuta aggiungendo un punto all'infinito alla retta reale. Dal punto di vista topologico, lo spazio che si ottiene è una circonferenza.

### Caso complesso

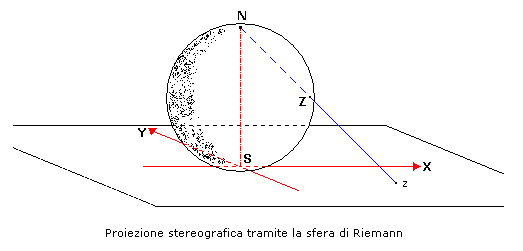
La retta proiettiva complessa è la sfera di Riemann, ottenuta aggiungendo il punto all'infinito al piano complesso.

Il caso complesso risulta essere di notevole interesse in matematica e in geometria. La retta proiettiva complessa {\displaystyle \mathbb {P} ^{1}(\mathbb {C} )} è ottenuta aggiungendo un punto al piano complesso. Topologicamente, come si evince dalla proiezione stereografica, è una sfera, detta sfera di Riemann. La sfera di Riemann è un oggetto importante, che ha molti collegamenti con vari ambiti della geometria: è centrale infatti sia nella geometria proiettiva che nella differenziale.

### Campi finiti
La definizione è ovviamente valida anche nel caso in cui il campo {\displaystyle K} sia un campo finito, con {\displaystyle n} elementi. In questo caso, la retta proiettiva consta di {\displaystyle n+1} elementi.